# Élection présidentielle colombienne de 1949
L'élection présidentielle colombienne de 1949, initialement prévue pour juin 1950, s'est tenue le 27 novembre 1949 pour la période 1950-1954. Elle a été remportée par le conservateur Laureano Gómez.
Le Parti libéral d'opposition avait appelé au boycott après que leur candidat, Darío Echandía, a été victime d'une tentative d'assassinat manquée.
Il est largement admis que Jorge Eliécer Gaitán aurait probablement été élu président s'il n'avait pas été assassiné le 9 avril 1948, assassinat à l'origine d'une insurrection armée.

## Résultats
| Candidat à la présidence        | Parti                   | Votes     |
| ------------------------------- | ----------------------- | --------- |
| Laureano Eleuterio Gómez Castro | Conservateur            | 1 140 122 |
| Autres votes                    | Autres votes            | 23        |
| Total des votes validés         | Total des votes validés | 1 140 145 |
| Votes annulés                   | Votes annulés           | 501       |
| Total de votants                | Total de votants        | 1 140 646 |